# Belaje
Ne doit pas être confondu avec Belhaj.
Belle en albanais et Belaje en serbe latin (en serbe cyrillique : Белаје) est une localité du Kosovo située dans la commune/municipalité de Deçan/Dečani, district de Gjakovë/Đakovica (Kosovo) ou de Pejë/Peć (Serbie). Selon le recensement kosovar de 2011, elle compte 8 habitants.

## Démographie

### Évolution historique de la population dans la localité
| 1948 | 1953 | 1961 | 1971 | 1981 | 1991 | 2011 |
| ---- | ---- | ---- | ---- | ---- | ---- | ---- |
| 5    | 5    | 6    | 7    | 9    | 73   | 8    |

|  |

### Répartition de la population par nationalités (2011)
En 2011, les Albanais représentaient 87,50 % de la population et les Gorans 12,50 %.